# Oreste Moricca
Oreste Moricca   (Filandari, 5 d'agost de 1891 - Bra, 21 de juny de 1984) va ser un tirador d'esgrima italià que va competir durant la dècada de 1920.
El 1924 va prendre part en els Jocs Olímpics de París, on disputà dues proves del programa d'esgrima. Guanyà la medalla d'or en la competició de sabre per equips i la de bronze en la d'espasa per equips.